# Bielanka (powiat nowotarski)
Bielanka – wieś w Polsce, położona w województwie małopolskim, w powiecie nowotarskim, w gminie Raba Wyżna.
W latach 1975–1998 wieś należała administracyjnie do województwa nowosądeckiego.
Kościółek w Bielance jest filią parafii Św. Stanisława BM w Rabie Wyżnej.

## Położenie
Miejscowość położona jest na obszarze Beskidu Orawsko-Podhalańskiego, w dolinie potoku Bielanka, który jest pierwszym większym dopływem górnej Raby. Wieś typu ulicówka. Sąsiednie wsie to:
- z zachodu Bukowina-Osiedle,
- ze wschodu Pyzówka i Sieniawa,
- z północy Raba Wyżna,
- z południa Pieniążkowice.

Przez środek miejscowości, wzdłuż Bielanki biegnie droga wojewódzka nr 958 Chabówka – Czarny Dunajec – Chochołów – Zakopane.

## Integralne części wsi
| części wsi | Bór, Bykówka, Folwarek, Galasówka, Jonowcówka, Kawulówka, Krzysiówka, Kurtówka, Makuchówka, Masztalerzówka, Młyniskówka, Pankówka, Szklarzówka, Wośkówka, Zagrody, Zającówka |

## Historia
Cesarz Franciszek Józef I postanowieniem z dnia 23 października 1916 roku zatwierdził uchwalony przez Sejm Królestwa Galicji i Lodomerii z Wielkim Księstwem Krakowskim projekt ustawy w sprawie wydzielenia Bielanki ze związku gminy Sieniawa, w powiecie Nowy Targ i utworzenie z niej samodzielnej gminy administracyjnej pod nazwą Bielanka.
29 maja 2001 roku przez miejscowość przeszła trąba powietrzna, uszkadzając kilkadziesiąt budynków.